# Concordia (Magdalena)
Pour les articles homonymes, voir Concordia.
Concordia est une municipalité située dans le département de Magdalena en Colombie.